# 赤水镇 (德化县)
赤水镇，是中华人民共和国福建省泉州市德化县下辖的一个乡镇级行政单位。

## 行政区划
赤水镇下辖以下地区：
赤水社区、戴云村、东里村、苏坂村、猛虎村、湖岭村、岭边村、福全村、吉岭村、永嘉村、苏岭村、西洋村、锦洋村、小铭村和铭爱村。